# José Manuel Miñana
José Manuel Miñana Estela (1671-1730) fue un historiador, profesor y pintor español.

## Biografía
Nació en 1671. Natural de la ciudad de Valencia, fue trinitario calzado, orden en la que ingresó en 1686. Marchó a Italia y pasó siete años en Nápoles, donde se dedicó al estudio de la pintura y de las lenguas. A su vuelta a España, desempeñó diversas cátedras de latinidad y de retórica durante algunos años. Miñana, que continuó la Historia de España de Juan de Mariana, escribió sobre la historia de la entrada de las armas austriacas en el reino de Valencia, en una obra a la que tituló De bello rustico Valentino. En dicho conflicto fue leal a los borbónicos. Falleció en 1730. Cultivó también la pintura.